# Берри, Хэлли
Хэлли Мари́я Бе́рри (англ. Halle Maria Berry), урождённая Мари́я Хэлли Бе́рри (произносится как /ˈhæli ˈbɛri/; род. 14 августа 1966, Кливленд, Огайо, США) — американская актриса, режиссёр. Лауреат премии «Оскар» 2002-го года за фильм «Бал монстров», а также премий «Золотой глобус» (2000), «Эмми» (2000), BAFTA (2003). Первая темнокожая актриса, получившая премию «Оскар» в главной номинации «за лучшую женскую роль». 

## Ранние годы
Родилась 14 августа 1966 года в Кливленде, штат Огайо. В 1971 году сменила имя на Хэлли Мария Берри. Своё среднее имя она получила в честь супермаркета «Halle’s Department Store», который был в то время местной достопримечательностью у неё на родине в Кливленде. Её мать, Джудит Энн (урожд. Хоукинс), белая, работала медсестрой в психиатрической клинике, отец, Джером Джесси Берри, афроамериканец, был работником в той же клинике, что и мать, позже стал водителем автобуса. Её бабушка по материнской линии, Нелли Дикен, была родом из Дербишира, Англия, в то время, как дедушка по материнской линии, Эрл Эллсворт Хоукинс, родился в Огайо. Родители Хэлли развелись, когда ей было 4 года, и она со своей старшей сестрой Хейди (род. 1964) воспитывалась исключительно матерью.
Берри окончила Bedford High School, после чего работала в детском отделе супермаркета «Higbee’s Department Store». Затем она училась в Cuyahoga Community College. В школе была редактором школьной газеты, стала президентом класса и капитаном группы поддержки местной школьной команды. В 80-х годах участвовала в нескольких конкурсах красоты, выиграв «Miss Teen All-American» в 1985 году и «Мисс Огайо США» в 1986 году. Она заняла титул «Первой вице-мисс США 1986» после «Мисс США 1986» Кристи Фихтнер из Техаса. Стала первой афроамериканской представительницей США на «Мисс мира» в 1986 году, финишировав на 6-м месте.
В 1989 году во время записи мини-сериала «Живые куклы» Берри впала в кому, и ей был поставлен диагноз — сахарный диабет 1-го типа.

## Карьера
В конце 1980-х годов Берри отправилась в Иллинойс, чтобы продолжить модельную карьеру, а также заняться актёрской. Одной из её первых ролей была в телесериале местного кабельного телеканала под названием «Chicago Force». В 1989 году получила роль Эмили Франклин в мини-сериале «Живые куклы» (продолжении другого сериала «Кто здесь босс?»). А также у неё была периодическая роль в мыльной опере «Тихая пристань».
Её прорыв состоялся в фильме Спайка Ли «Тропическая лихорадка», в котором она сыграла наркоманку Вивиан. Впервые Берри исполнила роль второго плана в 1991 году в фильме «Только бизнес». В том же году в фильме «Последний бойскаут» она сыграла с Брюсом Уиллисом и Дэймоном Уэйансом. В 1992 году Берри исполнила роль подруги и воспитательницы, влюблённой в героя Эдди Мерфи, в романтической комедии «Бумеранг».
Играя бывшую наркоманку, пытающуюся вернуть опеку над сыном, в фильме «Дело Исайи» (1995), Берри изобразила более серьёзную роль, чем её коллега по фильму Джессика Лэнг. Сыграла Сандру Бичер в фильме «В погоне за солнцем» (1996), снятом по реальной истории, и бок о бок с Куртом Расселом в «Приказано уничтожить». С 1996 года стала представительницей компании Revlon в течение 7 лет и продлила контракт в 2004 году.
В 1998 году Берри получила похвалу за свою роль в «Булворд» интеллигентной женщины, ставшей активисткой, которая помогла политику (Уоррену Битти) начать новую жизнь. В том же году сыграла певицу Золу Тэйлор, одну из трёх жён поп-певца Фрэнки Лаймона в биографическом фильме «Почему дураки влюбляются». В 1999 году в ещё одном биографическом фильме «Познакомьтесь с Дороти Дендридж» она изобразила первую чернокожую женщину, номинированную как «Лучшая актриса» на кинопремии «Оскар». Это было отмечено несколькими наградами, в числе которых «Эмми» и «Золотой глобус».
В 2002 году Берри сыграла Летицию Масгроув, жену казнённого убийцы, в фильме «Бал монстров». Её исполнение было награждено Национальным советом кинокритиков США и Гильдией киноактёров США, что интересно, она стала первой афроамериканкой, получившей «Оскар» за «Лучшую женскую роль», как и её героиня Дороти Дендридж была первой номинированной на это звание.
Берри сыграла мутанта-супергероя Шторм в фильме-адаптации известных комиксов «Люди Икс» (2000), а также в сиквелах «Люди Икс 2» (2003), «Люди Икс: Последняя битва» (2006) и «Люди Икс: Дни минувшего будущего» (2014). В 2001 году появилась в фильме «Пароль „Рыба-меч“», где была снята её первая обнажённая сцена.

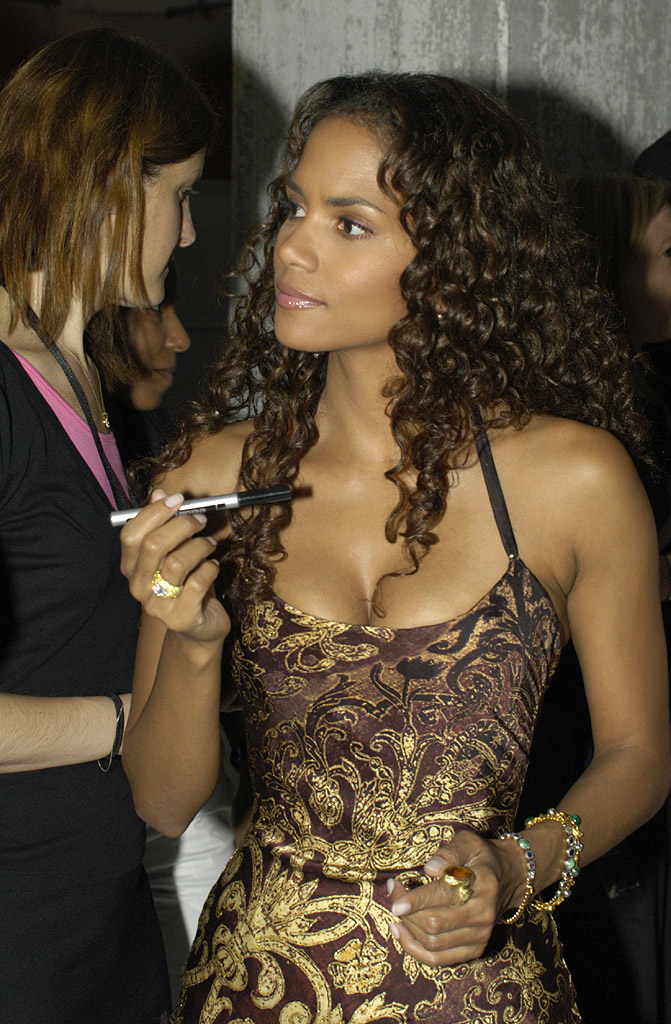
Хэлли Берри в Гамбурге (Германия) в 2004 году

В ноябре 2003 года она играла главную роль в психологическом триллере «Готика» вместе с Робертом Дауни-младшим, когда и сломала руку во время сцены с Дауни. Съёмки фильма были отложены на 8 недель. А также появилась в клипе Limp Bizkit на песню «Behind Blue Eyes», саундтреке к фильму. В том же году она была названа журналом «FHM» как № 1 в списке «100 самых сексуальных женщин мира». В 2004 году заняла 4-е место в списке «100 самых сексуальных актрис всех времён» по версии журнала «Empire magazine». 6 июля 2008 года возглавила список самых сексуальных темнокожих женщин мира, составленный телепрограммой «TV One Access» на канале NBC.
Берри получила 12,5 миллионов долларов за главную роль в фильме «Женщина-кошка» с бюджетом 100 миллионов долларов, собравшем в первый уик-энд 17 миллионов долларов. За что была награждена «Золотой малиной» как «Худшая актриса» в 2005 году. На этой церемонии она появилась лично, став третьей персоной и вторым актёром, кто это сделал. Позже она появилась в спродюсированном Опрой Уинфри телефильме «Их глаза видели Бога» (2005), экранизации новеллы Зоры Ниэл Хёрстон, где Берри сыграла Джени Кроуфорд, свободную духом женщину, чьи нетрадиционные сексуальные нравы потрясли её современников 1920-х годов в небольшой общине. За эту роль она была номинирована на «Эмми». И в том же году озвучила робота Каппи в мультфильме «Роботы».
Хэлли Берри является одной из самых высокооплачиваемых актрис в Голливуде, получая по 10 миллионов долларов за фильм. В июле 2007 года она возглавляла список «40-летних красавиц» журнала «In Touch». А 3 апреля 2007 года Берри была удостоена собственной звезды на Голливудской «Аллее славы» напротив Театра Кодак за свой вклад в киноиндустрию.
Берри много лет является рекламным лицом компаний Revlon и Versace. В марте 2008 года совместно с компанией Coty выпустила свой дебютный аромат духов Halle by Halle Berry. В июне 2010 года состоялась церемония «FiFi Awards» за звание «Лучший парфюм», где в номинации участвовал и аромат Берри. Также в том году выпустила второй аромат Pure Orchid.
В 2010 году в 14-й раз попала в список журнала «People» «Самые красивые знаменитости-2010».
В 2020 году дебютировала в качестве режиссёра со спортивной драмой «Удары», в которой сыграла главную роль.
В апреле 2023 года стало известно, что Warner Bros получил права на глобальный экшен-триллер о противостоянии Бонда и Борна. Хэлли Берри впервые снимется вместе с Анджелиной Джоли в одном фильме, кроме того, обе актрисы выступят продюсерами.

## Личная жизнь
В 1993—1997 годы Хэлли была замужем за бейсболистом Дэвидом Джастисом.
В 2001—2005 годы Хэлли была замужем за музыкантом Эриком Бене.
В 2005—2010 годы Хэлли состояла в фактическом браке с фотомоделью Гэбриелом Обри. У бывшей пары есть дочь — Нала Ариэла Обри (род.16.03.2008). 30 декабря 2010 года Обри обратился в суд с просьбой о признании его отцом Налы, а также о получении физической и юридической опеки.
В 2013—2016 годы Хэлли была замужем за актёром Оливье Мартинесом. 5 октября 2013 года у супругов родился сын Масео Роберт Мартинес.
В сентябре 2000 года Берри попала на страницы американских таблоидов, проехав перекрёсток на красный свет, столкнувшись с другим автомобилем и скрывшись с места происшествия.
Хэлли Берри дальняя родственница Марка Уолберга и Эллен Дедженерес.

## Фильмография
| Год       |    | Русское название                  | Оригинальное название             | Роль                                     |
| --------- | -- | --------------------------------- | --------------------------------- | ---------------------------------------- |
| 1989      | с  | Живые куклы                       | Living Dolls                      | Эмили Фрэнклин                           |
| 1991      | с  | Аминь                             | Amen                              | Клэр                                     |
| 1991      | с  | Другой мир                        | A Different World                 | Джэклин                                  |
| 1991      | с  | Они пришли из далёкого космоса    | They Came from Outer Space        | Рене                                     |
| 1991      | ф  | Тропическая лихорадка             | Jungle Fever                      | Вивиен                                   |
| 1991      | ф  | Только бизнес                     | Strictly Business                 | Натали                                   |
| 1991      | ф  | Последний бойскаут                | The Last Boy Scout                | Кори                                     |
| 1991—1992 | с  | Тихая пристань                    | Knots Landing                     | Дебби Портер                             |
| 1992      | ф  | Бумеранг                          | Boomerang                         | Анджела Льюис                            |
| 1993      | с  | Куин                              | Alex Haley’s Queen                | Куин                                     |
| 1993      | ф  | Отчаянный папа                    | Father Hood                       | Кетлин Мерсер                            |
| 1993      | ф  | Программа                         | The Program                       | Отэм Хэйли                               |
| 1994      | ф  | Флинтстоуны                       | The Flintstones                   | Шэрон Стоун                              |
| 1995      | тф | Соломон и царица Савская          | Solomon & Sheba                   | Нихала / царица Савская                  |
| 1995      | ф  | Дело Исайи                        | Losing Isaiah                     | Хейла Ричардс                            |
| 1996      | ф  | Приказано уничтожить              | Executive Decision                | стюардесса Джин                          |
| 1996      | ф  | В погоне за солнцем               | Race the Sun                      | мисс Сандра Бичер                        |
| 1996      | ф  | Жена богача                       | The Rich Man’s Wife               | Джози Потенца                            |
| 1997      | ф  | Темнокожие американские принцессы | B*A*P*S                           | Ниси                                     |
| 1998      | тф | Свадьба                           | The Wedding                       | Шелби Коулз                              |
| 1998      | с  | Фрейзер                           | Frasier                           | Бетси                                    |
| 1998      | ф  | Булворт                           | Bulworth                          | Нина                                     |
| 1998      | ф  | Почему дураки влюбляются          | Why Do Fools Fall In Love         | Зола Тейлор                              |
| 1998      | с  | По ту сторону музыки              | Behind the Music                  | камео                                    |
| 1999      | тф | Познакомьтесь с Дороти Дэндридж   | Introducing Dorothy Dandridge     | Дороти Дэндридж                          |
| 2000      | ф  | Люди Икс                          | X-Men                             | Ороро Монро / Шторм                      |
| 2001      | ф  | Пароль «Рыба-меч»                 | Swordfish                         | Джинджер Ноулс                           |
| 2001      | ф  | Бал монстров                      | Monster’s Ball                    | Летиция Масгроув                         |
| 2002      | ф  | Умри, но не сейчас                | Die Another Day                   | Джисинта «Джинкс» Джонсон                |
| 2003      | ф  | Люди Икс 2                        | X2: X-Men United                  | Ороро Монро / Шторм                      |
| 2003      | ф  | Готика                            | Gothika                           | Миранда Грей                             |
| 2004      | ф  | Женщина-кошка                     | Catwoman                          | Пейшенс Филлипс / Женщина-кошка          |
| 2004      | ки | Catwoman: The Game                | Catwoman: The Game                | Пейшенс Филлипс / Женщина-кошка          |
| 2005      | тф | Их глаза видели Бога              | Their Eyes Were Watching God      | Джэки Старкс                             |
| 2005      | мф | Роботы                            | Robots                            | Каппи                                    |
| 2006      | ф  | Люди Икс: Последняя битва         | X-Men: The Last Stand             | Ороро Монро / Шторм                      |
| 2007      | ф  | Идеальный незнакомец              | Perfect Stranger                  | Ровена Прайс                             |
| 2007      | ф  | То, что мы потеряли               | Things We Lost in the Fire        | Одри Бёрк                                |
| 2010      | ф  | Фрэнки и Элис                     | Frankie and Alice                 | Фрэнки Мардок                            |
| 2011      | ф  | Старый Новый год                  | New Year's Eve                    | Эйми                                     |
| 2012      | ф  | Заклинательница акул              | Dark Tide                         | Кейт Мэтисон                             |
| 2012      | ф  | Облачный атлас                    | Cloud Atlas                       | Иокаста Кроммелинк / Луиза Рей / Мероним |
| 2013      | ф  | Movie 43                          | Movie 43                          | Эмили                                    |
| 2013      | ф  | Тревожный вызов                   | The Call                          | Джордан Тёрнер                           |
| 2014      | ф  | Люди Икс: Дни минувшего будущего  | X-Men: Days of Future Past        | Ороро Монро / Шторм                      |
| 2014      | с  | За пределами                      | Extant                            | астронавт Молли Вудс                     |
| 2017      | ф  | Похищение                         | Kidnap                            | Карла Дайсон                             |
| 2017      | ф  | Kingsman: Золотое кольцо          | Kingsman: The Golden Circle       | агент «Statesman» Джинджер/Кола          |
| 2017      | ф  | Лос-Анджелес в огне               | Kings                             | Милли                                    |
| 2019      | ф  | Джон Уик 3                        | John Wick: Chapter 3 — Parabellum | София                                    |
| 2020      | ф  | Удары                             | Bruised                           | Джеки Джастис                            |
| 2022      | ф  | Падение Луны                      | Moonfall                          | Джо Фаулер                               |
| 2024      | ф  | Союз                              | The Union                         | Роксанна Холл                            |
| 2024      | ф  | Затерянное место                  | Never Let Go                      |                                          |
| 2025      | ф  | Мод против Мод                    | Maude v Maude                     |                                          |
| 2026      | ф  | Преступление 101                  | Crime 101                         |                                          |
|           | ф  | Процесс                           | The Process                       |                                          |
|           | ф  |                                   | The Mothership                    |                                          |

## Премии и награды
| Год  | Премия                            | Категория                                                          | Фильм                            | Результат |
| ---- | --------------------------------- | ------------------------------------------------------------------ | -------------------------------- | --------- |
| 1995 | NAACP Image Award                 | Outstanding Actress in a TV Movie, Mini-Series or Dramatic Special | Куин                             | Победа    |
| 2000 | Основная (вечерняя) премия «Эмми» | Лучшая актриса в мини-сериале или кинофильме                       | Познакомьтесь с Дороти Дэндридж  | Победа    |
| 2000 | Золотой глобус                    | Лучшая актриса мини-сериала или фильма для TV                      | Познакомьтесь с Дороти Дэндридж  | Победа    |
| 2000 | Премия Гильдии киноактёров США    | Лучшая женская роль в телефильме или мини-сериале                  | Познакомьтесь с Дороти Дэндридж  | Победа    |
| 2000 | Black Reel Awards                 | Best Actress in a TV Movie/Mini-Series                             | Познакомьтесь с Дороти Дэндридж  | Победа    |
| 2000 | NAACP Image Awards                | Outstanding Actress in a TV Movie, Mini-Series or Dramatic Special | Познакомьтесь с Дороти Дэндридж  | Победа    |
| 2001 | Оскар                             | Лучшая женская роль                                                | Бал монстров                     | Победа    |
| 2001 | Премия Гильдии киноактёров США    | Лучшая женская роль                                                | Бал монстров                     | Победа    |
| 2001 | Золотой глобус                    | Лучшая женская роль — драма                                        | Бал монстров                     | Номинация |
| 2001 | NBR                               | Лучшая актриса                                                     | Бал монстров                     | Победа    |
| 2002 | BAFTA                             | Лучшая женская роль                                                | Бал монстров                     | Номинация |
| 2002 | Берлинский кинофестиваль          | Серебряный медведь. Лучшая женская роль                            | Бал монстров                     | Победа    |
| 2002 | Black Reel Awards                 | Best Actress                                                       | Бал монстров                     | Победа    |
| 2002 | NAACP Image Award                 | Outstanding Actress                                                | Пароль «Рыба-меч»                | Победа    |
| 2002 | BET Awards                        | Best Actress                                                       |                                  | Победа    |
| 2003 | BET Awards                        | Best Actress                                                       |                                  | Номинация |
| 2003 | NAACP Image Award                 | Outstanding Supporting Actress                                     | Умри, но не сейчас               | Победа    |
| 2004 | NAACP Image Award                 | Outstanding Actress                                                | Готика                           | Номинация |
| 2004 | BET Awards                        | Best Actress                                                       |                                  | Победа    |
| 2005 | BET Awards                        | Best Actress                                                       |                                  | Номинация |
| 2005 | Золотая малина                    | Худшая женская роль                                                | Женщина-кошка                    | Победа    |
| 2005 | Основная (вечерняя) премия «Эмми» | Лучшая актриса в мини-сериале или кинофильме                       | Их глаза видели Бога             | Номинация |
| 2006 | NAACP Image Award                 | Outstanding Supporting Actress — TV series                         | Их глаза видели Бога             | Номинация |
| 2007 | Выбор народа                      | Favorite Female Action Hero                                        | Люди Икс: Последняя битва        | Победа    |
| 2008 | BET Awards                        | Best Actress                                                       |                                  | Победа    |
| 2009 | Spike Guys' Choice Awards         | Decade of Hotness Award                                            |                                  | Победа    |
| 2011 | Золотой глобус                    | за лучшую женскую роль — драма                                     | Фрэнки и Элис                    | Номинация |
| 2011 | BET Awards                        | Лучшая актриса                                                     | Фрэнки и Элис                    | Номинация |
| 2011 | NAACP Image Award                 | Outstanding Actress in a Motion Picture                            | Фрэнки и Элис                    | Победа    |
| 2011 | Prism Awards                      | Performance in a Feature Film                                      | Фрэнки и Элис                    | Победа    |
| 2012 | Black Reel Awards                 | Лучшая актриса                                                     | Облачный атлас                   | Номинация |
| 2013 | Teen Choice Awards                | Драматическая актриса                                              | Тревожный вызов                  | Номинация |
| 2013 | Сатурн                            | Лучшая актриса                                                     | Тревожный вызов                  | Номинация |
| 2013 | BET Awards                        | Лучшая актриса                                                     | Тревожный вызов                  | Номинация |
| 2013 | Black Reel Awards                 | Лучшая актриса                                                     | Тревожный вызов                  | Номинация |
| 2014 | Teen Choice Awards                | Актриса научно-фантастического фильма                              | Люди Икс: Дни минувшего будущего | Номинация |
| 2015 | Kids’ Choice Awards               | Любимая актриса жанра экшн                                         | Люди Икс: Дни минувшего будущего | Номинация |